# .fj
.fj es el dominio de nivel superior geográfico (ccTLD) para Fiyi.